# بيكا كورهونين
بيكا كورهونين (بالفنلندية: Paavo Korhonen)‏ هو متزحلق نوردي مزدوج فنلندي، ولد في 5 يونيو 1928 في يوتسنسو ‏ في فنلندا.

## وصلات خارجية
- بيكا كورهونين على موقع الاتحاد الدولي للتزلج (التزلج النوردي المزدوج) (الإنجليزية)
- بيكا كورهونين على موقع اللجنة الأولمبية الدولية (الإنجليزية)
- بيكا كورهونين على موقع أوليمبيديا (الإنجليزية)